# Antonio Carnicero

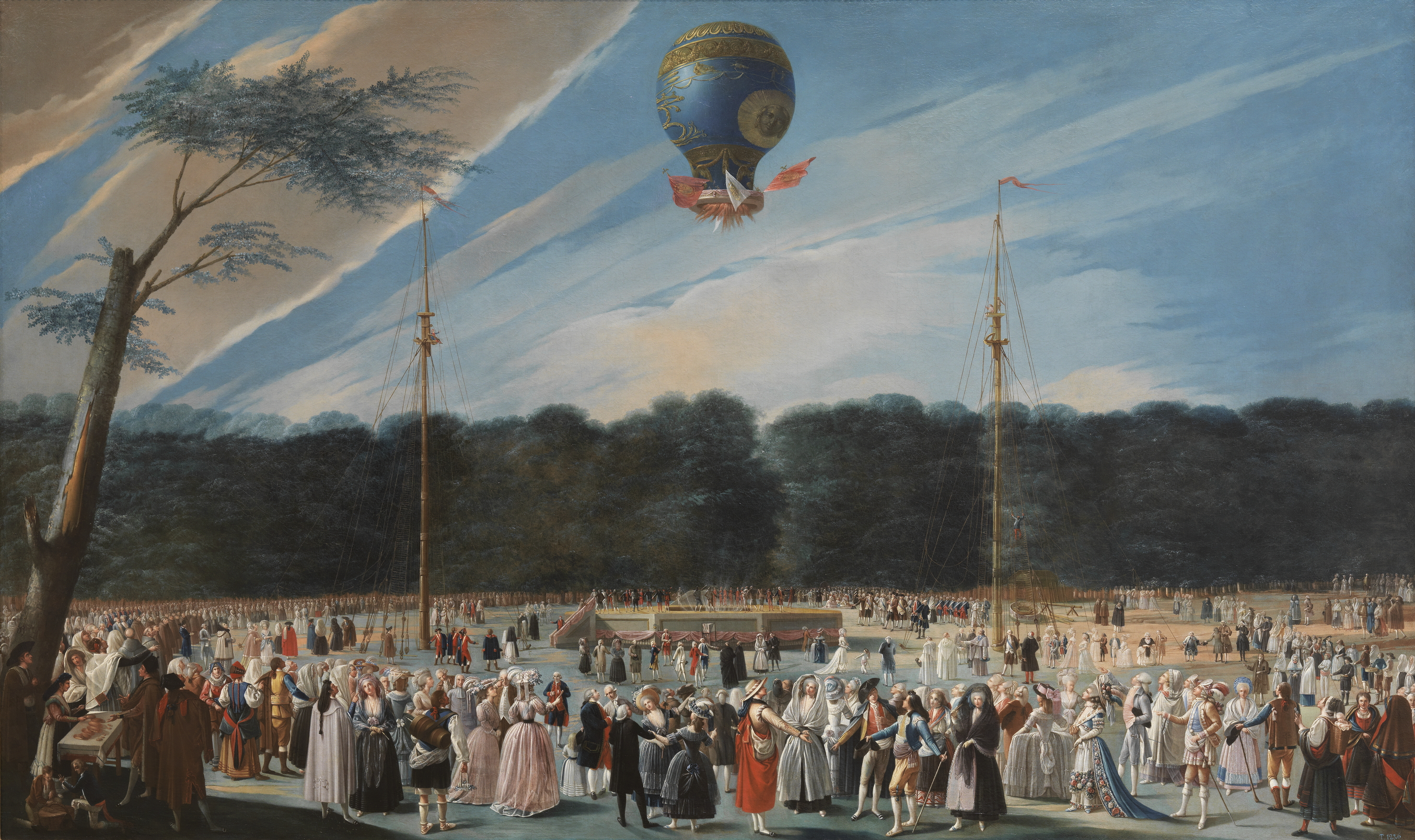
Ascensiunea balonului Montgolfier al lui Monsieur Bouclé în grădinile din Aranjuez de Antonio Carnicero, Muzeul Prado, 1784

Antonio Carnicero (n. 10 ianuarie 1748, Salamanca, Castilia și León, Spania – d. 21 august 1814, Madrid, Madrid⁠(d), Spania) a fost un pictor spaniol în stil neoclasic. Pe lângă picturi, de-a lungul carierei sale a mai realizat și imprimeuri și gravuri, precum a și creat decorațiuni teatrale.

## Familie și pregătire
Carnicero s-a născut la Salamanca la 10 ianuarie 1748. Tatăl său, sculptorul Alejandro Carnicero⁠(d), a mers la curtea din Madrid în 1749 pentru a realiza o comandă pentru o serie de sculpturi în palatul regal. Frații lui Antonio, Gregorio și Isidro, au fost și ei artiști.
După pregătirea inițială primită de la tatăl său, Carnicero a intrat la Academia Regală de Arte Frumoase din San Fernando în 1758. La vârsta de 12 ani, a primit o bursă pentru a-și însoți fratele Isidro la Roma, astfel încât aceștia să-și poată continua studiul picturii. În 1766 s-a întors la Madrid, unde a început să picteze pentru instituții civile și religioase, precum și pentru clienți privați.

## Cariera timpurie
În 1775, Carnicero a colaborat cu Joseph del Castillo la execuția desenelor de tapiserie pentru gospodăria regală. De asemenea, a lucrat ca decorator de teatru pentru spectacole la Teatro de la Cruz și la Teatro del Principe. Între 1780 și 1782, el a furnizat ilustrații pentru un proiect al Academiei Regale Spaniole de a pregăti o tipărire de lux a lui Don Quijote, editată de Joaquín Ibarra, care a devenit o ediție importantă a clasicului literar spaniol.
Abilitatea sa de artist și pictor și-a câștigat o reputație din ce în ce mai mare cu o serie colorată Costume ale Spaniei și Indiei (1777), portrete ale unor ilustre personaje spaniole (1788) și o serie de gravuri despre luptele cu tauri (1790). A obținut un succes major cu lucrarea sa TÎncoronarea regelui Alfonso al XI-lea și a reginei Maria, soția sa pentru un concurs de decorare a Bazilicii Regale din San Francisco el Grande. Alte două lucrări bine cunoscute descriu senzația contemporană a zborurilor timpurii cu balonul cu aer cald. Aceste picturi ar putea înfățișa unul dintre cele două evenimente: primul zbor cu echipaj, pe 21 noiembrie 1783, realizat de Jean-François Pilâtre de Rozier și de marchizul d'Arlandes la Paris, sau, mai probabil, o demonstrație ulterioară din 5 iunie 1784, care a avut loc în grădinile din Aranjuez în prezența curții spaniole.

## Numire regală
În 1796, Carnicero a fost numit pictor de cameră pentru regele Carol al IV-lea al Spaniei. Acest lucru a venit după mai multe încercări eșuate anterioare de a asigura o numire la tribunal (în 1788, 1792 și 1793). Din acel moment, a lucrat în principal ca portretist al familiei regale și al miniștrilor importanți ai curții, cum ar fi pictura unui tânăr Manuel Godoy sau a lui Pedro Rodríguez de Campomanes⁠(d).
A predat desenul copiilor familiei regale, în special viitorului Ferdinand al VII-lea, pe atunci prinț al Asturiei. Din cauza relației sale cu prințul, Carnicero a atras bănuielile că ar fi fost implicat în Conspirația El Escorial din 1807 pentru detronarea lui Carol al IV-lea. Drept urmare, Carnicero a fost arestat pe 7 noiembrie și reținut timp de peste zece zile înainte de a fi eliberat.
Pe măsură ce Spania a intrat sub stăpânirea napoleoniană, începând cu 1809, Carnicero, ca și Francisco Goya, a fost obligat să lucreze pentru Joseph Bonaparte pentru a-și menține poziția de pictor de curte. După restaurarea Bourbonilor, Carnicero a fost trimis în judecată pentru îndepărtarea din funcția sa pe motiv că l-a slujit pe regele străin. Un apel pentru restabilirea lui a venit prea târziu când Carnicero a murit la Madrid la 21 august 1814, cu doar câteva zile înainte ca Ferdinand al VII-lea să proclame o amnistie.